# Psi
För andra betydelser, se Psi (olika betydelser).
Psi eller psei (grekiska ψι psi) (versal: Ψ, gemen: ψ), även känd som grekisk treudd, är den tjugotredje bokstaven i det grekiska alfabetet. Dess ljudvärde är [ps] både i klassisk och modern grekiska. Enligt vissa teorier kan den eventuellt ursprungligen ha stått för ett aspirerat k [kʰ]. Psi translittereras oftast som ”ps” i det latinska alfabetet.
Psi kan även användas för att beteckna psykologi.
I det joniska talbeteckningssystemet hade psi värdet 700.

## Unicode
|   | decimalt | hexadecimalt | HTML  |
| - | -------- | ------------ | ----- |
| ψ | 968      | 3C8          | &psi; |
| Ψ | 936      | 3A8          | &Psi; |